# Державін Павло Іванович
Державін Павло Іванович (27 лютого 1904, Петергоф, Російська імперія — 17 лютого 1993, Одеса, Україна) — капітан 1-го рангу військово-морського флоту СРСР, учасник Великої Вітчизняної війни, Герой Радянського Союзу (1944).

## Біографія
Павло Державін народився 27 лютого 1904 року в Петергофі (нині — Ленінградська область) в робітничій родині. Здобув середню освіту, з десяти років почав працювати. Був робітником тютюнової фабрики в Петрограді, потім став працювати на будівництві залізниці, на Волховській гідроелектростанції, теслею на шкіряному заводі в Ленінграді. У 1926 році Державін був призваний на службу в робітничо-селянський Червоний Флот. Закінчив флотську школу водолазів у Балаклаві, після чого служив на прикордонному кораблі «Воровський», з 1930 року був на ньому боцманом. Брав участь у затриманні контрабандистів, за що був нагороджений іменним годинником. У 1932-1934 роках служив головним боцманом Амурської флотилії. У 1938 році Державін закінчив Ленінградське військово-морське училище, після чого командував дивізіоном сторожових катерів 26-го Одеського прикордонного загону, з 1940 року командував 1-м дивізіоном 1-го Чорноморського загону прикордонних суден українського прикордонокруга[1].
З червня 1941 року — на фронтах Великої Вітчизняної війни. Загін сторожових катерів під командуванням Державіна займався конвоюванням транспортів, вів дозор, відбивав атаки авіації противника, перекидав десанти і евакуював поранених, обстрілював укріплені пункти противника, надавав допомогу отримали пошкодження військовим і транспортним суднам. З жовтня 1943 року капітан 3-го рангу Павло Державін командував дивізіоном бронекатерів Азовської військової флотилії. Відзначився під час Керченської десантної операції.
Катери загону Державіна займалися висадкою десантів в районі населених пунктів Жуковка і небезпечна (нині — в межах Керчі), вела обстріл німецької оборони. Катери загону безперервно здійснювали рейси між берегами Керченської протоки, займаючись постачанням десантників. Надалі загін протягом 165 діб забезпечував безперебійну роботу поромної переправи з
Таманського півострова на Керченський.
Указом Президії Верховної Ради СРСР від 22 січня 1944 року за «зразкове виконання бойових завдань командування і проявлені мужність і героїзм у боях з німецькими загарбниками» капітан 3-го рангу Павло Державін був удостоєний високого звання Героя Радянського Союзу з врученням ордена Леніна і медалі «Золота Зірка» за номером 2900.
У квітні 1944 року Державін призначений командиром бригади бронекатерів Дунайської військової флотилії. Бригада під його командуванням у складі Флотилії з боями пройшла вгору по Дунаю від Чорного моря до Братислави, брала активну участь у звільненні Румунії, Югославії, Угорщини, Чехословаччини, Австрії. Особисто очолював велику кількість бойових операцій. у тому числі висадку десантів (десант в районі Опатовац — Сотін та інші).
Після закінчення війни Державін продовжив службу в Радянській Армії. У 1948 році він закінчив курси удосконалення офіцерського складу при Військово-морській академії. У 1952 році в званні капітана 1-го рангу Державін був звільнений в запас. Проживав в Одесі.
Указом Президії Верховної Ради СРСР від 27 лютого 1984 року капітан 1 рангу у відставці Державін за військову доблесть в роки Великої Вітчизняної війни, заслуги в охороні державного кордону СРСР, активну військово-патріотичну роботу і в зв'язку з вісімдесятиріччям був нагороджений орденом Жовтневої Революції.
Помер 17 лютого 1993 року, похований на другому християнському кладовищі Одеси.
Почесний громадянин Одеси, Тутракана і Братислави.

## Память
На честь Державіна село Аджіелі в Криму перейменовано в Державіно. Також на його честь названо корабель морської охорони Державної прикордонної служби України. В Одесі встановлено погруддя Державіна. У 2014 році в Санкт-Петербурзі школі 253 було присвоєно ім'я П.і. Державіна. Ім'я «Павло Державін» присвоєно патрульному кораблю проекту 22160 ВМФ Росії (закладений на Зеленодольському суднобудівному заводі в лютому 2016 року).

## Нагороди
- Герой Радянського Союзу
- Орден Леніна
- Орден Жовтневої Революції
- Орден Червоного Прапора
- Орден Червоного Прапора
- Орден Червоного Прапора
- Орден Суворова
- Орден Ушакова
- Орден Вітчизняної війни
- Орден Вітчизняної війни
- Орден Червоної Зірки
- Медаль «В ознаменування 100-річчя з дня народження Володимира Ілліча Леніна»
- Медаль «За оборону Одеси»
- Медаль «За оборону Севастополя»
- Медаль «За оборону Кавказу»
- Медаль «За перемогу над Німеччиною у Великій Вітчизняній війні 1941—1945 рр.»
- Медаль «20 років перемоги у Великій Вітчизняній війні 1941—1945 рр.»
- Медаль «30 років перемоги у Великій Вітчизняній війні 1941—1945 рр.»
- Медаль «40 років перемоги у Великій Вітчизняній війні 1941—1945 рр.»
- Медаль «За взяття Будапешта»
- Медаль «За взяття Відня»
- Медаль «За визволення Белграда»
- Медаль «Ветеран праці»
- Медаль «Ветеран Збройних сил СРСР»
- Медаль «30 років Радянській Армії та Флоту»
- Медаль «40 років Збройних Сил СРСР»
- Медаль «50 років Збройних Сил СРСР»
- Медаль «60 років Збройних Сил СРСР»
- Медаль «70 років Збройних Сил СРСР»

іностранні
- Орден Клемента Готвальда